# Paolo Quirici
Paolo Quirici (Lugano, 9 november 1967) is een Zwitserse golfprofessional.
Al op jonge leeftijd wil Paolo golfer worden. Hij speelt in alle junior- en jeugdselecties en in het nationale amateur team, totdat hij in 1989 op 21-jarige leeftijd professional wordt.

## Playing pro 1989 - 2001
Hij is 13 jaar lang playing professional en speelt van 1980 - 2001 op de Europese Tour. In die jaren speelt ook zijn landgenoot André Bossert op de Tour.
Op 25 juni 1989 evenaart hij tijdens de Olivier Barras Memorial in Crans-sur-Sierre, Zwitserland het baanrecord met een ronde van 60 (-12). Het stond sinds 1972 op naam van de Italiaan Baldovino Dassu, en in 1994 evenaart de Engelsman Jamie Spence het nog een keer. 
Enkele maanden later wordt Quirici op dezelfde baan 4de bij het EBEL Zwitsers Open, dat gewonnen wordt door Severiano Ballesteros. Normaliter krijgt de winnaar een gouden EBEL horloge, maar aangezien Ballesteros onder contract staat van 'un concurrant bien sympatique', biedt Alain Blum hem aan een juweel voor zijn echtgenote uit te zoeken. Het horloge gaat naar Quirici, als beloning voor zijn baanrecord tijdens de Olivier Barras Memorial. Zijn 4de plaats bij het Zwitsers Open levert hem een spelerskaart voor de Tour op voor 1990.
Daarna wint hij tweemaal het Zwitserse Prof. Kampioenschap, in 1990 in Lugano en in 1991 in Lenzerheide. Op de Europese Order of Merit is zijn hoogste positie de 54ste plaats geweest. Hierdoor mocht hij meespelen op de Volvo Masters in Valderrama, Spanje.
Tussen 1989 en 1998 speelt hij 8x de World Cup, samen met Steve Rey,  André Bossert, Juan Ciola of Christophe Bovet. In 1991 wint hij het Neuchâtel Open op de Challenge Tour. In 1999 wordt hij in Barcelona tweede bij het laatste The Jane Sarazen World Open achter Deen Thomas Bjørn.

### Gewonnen
Nationaal
- 1990: Zwitserse Prof. Kampioenschap
- 1991:  Zwitserse Prof. Kampioenschap

Challenge Tour
- 1991: Neuchâtel Open

### Teams
- World Cup: 8x

## Teaching pro 2002 - 2014
Quirici ging in  2002 lesgeven, eerst op Golfclub Losono en in augustus 2003 op Golfclub Lugano. Hij schreef ook een boekje: Trainieren mit Paolo Quirici, Golf.

Quirici is getrouwd met Manuela, ze hebben twee zonen, Simone (1996)  heeft in 2014 handicap 1 en wil ingenieur worden,  Francesco (1997) heeft hcp.4 maar wil ook amateur blijven.
Sinds 2011 speelt Quirici ook hickory golf. In 2013 won hij de 3de editie van het US Pro Hickory Championship in Temple Terrace, Florida, en het World Hickory Open in Schotland.

### Gewonnen
- 2013: World Hickory Open op Carnoustie, US Pro Hickory Championship

## Bondscoach sinds 2014
In maart 2014 kreeg Quirici de leiding over de coaches van de ASG, de Association Suisse de Golf. Hij moet ervoor gaan zorgen dat meer spelers topamateurs worden en een betere mentale begeleiding krijgen als ze ervoor kiezen playing pro te worden.